# Episodi de Il trenino Thomas (terza stagione)
La terza stagione de Il trenino Thomas è stata trasmessa in prima visione assoluta in Regno Unito sul canale Children's ITV dal 25 febbraio al 14 luglio 1992. In Italia è stata trasmessa su Playhouse Disney e JimJam.
| N° | Titolo originale                           | Titolo italiano          | Prima TV UK      |
| -- | ------------------------------------------ | ------------------------ | ---------------- |
| 1  | A Scarf for Percy                          | Una sciarpa per Percy    | 25 febbraio 1992 |
| 2  | Percy's Promise                            | Salvataggio              | 3 marzo 1992     |
| 3  | Time for Trouble                           | Aria di guai             | 17 marzo 1992    |
| 4  | Gordon and the Famous Visitor              | Gordon e l'ospite famosa | 24 marzo 1992    |
| 5  | Donald's Duck                              | L'anatroccolo            | 31 marzo 1992    |
| 6  | Thomas Gets Bumped                         | L'amicizia vince sempre  | 7 aprile 1992    |
| 7  | Thomas, Percy and the Dragon               | Thomas, Percy e il drago | 7 aprile 1992    |
| 8  | Diesel Does It Again                       | Diesel ci riprova        | 14 aprile 1992   |
| 9  | Henry's Forest                             | La foresta               | 14 aprile 1992   |
| 10 | The Trouble with Mud                       | Una doccia ci vuole      | 21 aprile 1992   |
| 11 | No Joke for James                          | Gli scherzi di James     | 21 aprile 1992   |
| 12 | Thomas, Percy and the Mail Train           | Il treno postale         | 28 aprile 1992   |
| 13 | Trust Thomas                               | Fidati di me             | 28 aprile 1992   |
| 14 | Mavis                                      | Mavis                    | 5 maggio 1992    |
| 15 | Toby's Tightrope                           | Sospeso nel vuoto        | 5 maggio 1992    |
| 16 | Edward, Trevor and the Really Useful Party | Rendersi utili           | 12 maggio 1992   |
| 17 | Buzz, Buzz                                 | Api all'attacco          | 12 maggio 1992   |
| 18 | All at Sea                                 | La regata                | 19 maggio 1992   |
| 19 | One Good Turn                              | Bill e Ben fanno pace    | 26 maggio 1992   |
| 20 | Tender Engines                             | Locomotive bisbetiche    | 2 giugno 1992    |
| 21 | Escape                                     | Oliver                   | 9 giugno 1992    |
| 22 | Oliver Owns Up                             | Oliver si ricrede        | 16 giugno 1992   |
| 23 | Bulgy                                      | Bulgy                    | 23 giugno 1992   |
| 24 | Heroes                                     | Che sorpresa!            | 30 giugno 1992   |
| 25 | Percy, James and the Fruitful Day          | Locomotive nei pasticci  | 7 luglio 1992    |
| 26 | Thomas and Percy's Christmas Adventure     | Un regalo inatteso       | 14 luglio 1992   |

## Una sciarpa per Percy
Percy ha freddo al fumaiolo e vorrebbe avere una sciarpa. Tutte le locomotive però gli dicono che non può avere una sciarpa. Però, impara ad essere cauto e attento quando, in cerca di una sciarpa, va a sbattere contro il trolley del facchino, sbattendo contro i bagagli di Pallone Gonfiato e un barattolo di confettura, imbrattando tutti di confettura.

## Salvataggio
Percy promette di portare i bambini della scuola domenicale a casa. Nonostante la pioggia battente e un binario allagato, riesce a portarli a casa sani e salvi, anche grazie all'aiuto di Harold.

## Aria di guai
Siccome Gordon è stanco perché ha lavorato molto, Pallone Gonfiato dice che James può trainare l'espresso al posto suo. Però, il suo viaggio diventerà difficile quando Toby rimane senz'acqua sulla linea principale.

## Gordon e l'ospite famosa
Gordon è geloso quando City of Truro, una famosa locomotiva della Great Western Railway con un record di velocità, visita l'isola di Sodor. Gordon si lamenta, dicendo che lui può andare più veloce di locomotive senza cupola come City of Truro.

## L'anatroccolo
Siccome Duck è un gran lavoratore, gli viene data da Pallone Gonfiato una linea secondaria per sé. Duck diventa presuntuoso e Donald lo prende in giro, finché Duck e il suo equipaggio non gli fanno uno scherzo.

## L'amicizia vince sempre
La linea secondaria di Thomas viene chiusa a causa di alcune deformazioni nei binari. Thomas è triste perché deve lavorare allo scalo merci, e teme che Bertie gli ruberà i passeggeri. Però, quando i binari vengono riparati, Thomas avrà una sorpresa.

## Thomas, Percy e il drago
Percy prende in giro Thomas dicendogli che lui si spaventa sempre, facendo riferimento alla volta in cui lui si era sporcato di farina ed era andato da Thomas dicendogli che era un fantasma. Però, Thomas farà ricredere Percy quando una notte deve consegnare un drago cinese.

## Diesel ci riprova
Diesel viene rimandato a Sodor per aiutare Duck e Percy allo scalo merci del molo. Però, la locomotiva causa ancora più guai e Pallone Gonfiato lo manda via un'altra volta.

## La foresta
Il posto preferito di Henry sull'isola di Sodor è la foresta. Un giorno, l'isola è colpita da una tempesta e la foresta viene danneggiata. Fortunatamente, Terence arriva in soccorso.

## Una doccia ci vuole
Gordon si rifiuta di lavarsi e viene obbligato a trainare treni merci tutto il giorno. Però, dopo aver spinto James su per la sua collina, Gordon si rende conto che è davvero meglio fare il suo lavoro da puliti.

## Gli scherzi di James
James fa uno scherzo a Gordon e Thomas, che li manda nei guai. Presto, James capisce che può rendersi utile anche senza dover trainare carrozze.

## Il treno postale
Percy e Thomas portano spesso il treno postale sull'isola, ma quando un giorno la barca con le lettere arriva in ritardo, Harold deve prendere il loro lavoro.

## Fidati di me
Bertie capisce di potersi fidare delle locomotive quando Thomas si ricorda di un vagone cisterna di catrame scomparso dopo un incidente.

## Mavis
Alla cava di Ffarquhar arriva una nuova locomotiva diesel chiamata Mavis, e cerca di riorganizzare tutto, litigando sempre con Toby. Però, Toby ha l'ultima risata quando Mavis rimane impantanata ad un incrocio.

## Sospeso nel vuoto
Mavis ha fatto un piano con i vagoni per non rimanere più bloccata nei binari ghiacciati o sporchi, però Toby finisce nei guai quando per sbaglio è lui a prendere i suoi vagoni.

## Rendersi utili
Trevor e Edward aiutano il vicario ad organizzare una festa per raccogliere i fondi per una gita al mare per i bambini. Quando Bertie arriva con i passeggeri alla festa, rimane impantanato, ma Terence verrà a soccorrerlo.

## Api all'attacco
James incontra Trevor alla canonica del vicario, e vede gli alveari con le api. Lui pensa di poterle far ronzare via facilmente, ma si ricrede quando con un incidente in stazione viene liberato un intero sciame di api, che ronza sulla caldaia di James.

## La regata
A Sodor c'è una regata. Duck vorrebbe poter navigare nel mare, ma successivamente si renderà conto che forse è meglio rimanere sui binari.

## Bill e Ben fanno pace
I due gemelli Bill e Ben si sono messi a litigare nella piattaforma girevole dello scalo. Perciò, BoCo cerca un piano per sistemare la situazione e riconciliarli.

## Locomotive bisbetiche
Quando vede una locomotiva in visita con due tender, Henry diventa invidioso e vuole un altro tender anche lui. Riesce a ottenere il suo desiderio, ma non nel modo in cui avrebbe voluto.

## Oliver
Douglas è ad una stazione dove lavorano solo diesel, e incontra Oliver, una locomotiva della Great Western Railway, e il vagone frenatore Toad, che stanno scappando dal destino delle locomotive vecchie - la rottamazione.

## Oliver si ricrede
Oliver, che adesso lavora con Duck sulla sua linea secondaria, diventa presuntuoso dopo i complimenti delle altre locomotive e pensa di essere bravissimo a smistare i carri. Presto, si deve ricredere quando viene spinto dai vagoni nel pozzo della piattaforma girevole.

## Bulgy
Duck e Oliver incontrano un autobus a due piani di nome Bulgy, che odia le ferrovie. Cerca di prendere i passeggeri di Duck spacciandosi come un bus sostitutivo e portandoli per una scorciatoia. Dopo, Duck trova Bulgy incastrato sotto un ponte.

## Che sorpresa!
I carri merci continuano a causare guai al porto a Bill e Ben. Però, il giorno dopo i due gemelli salvano i lavoratori della cava da una frana.

## Locomotive nei pasticci
James deve consegnare della frutta che ha preso al porto. Però, durante il viaggio gli si inceppano i freni, e viene sostituito da Percy. Ma Percy va molto veloce e, essendo in fondo al treno, non vede se ci sono ostacoli, e finisce per colpire un altro treno merci.

## Un regalo inatteso
Thomas sta consegnando la posta al villaggio di montagna, ma arriva una bufera di neve. Perciò, Thomas, Percy, Terence e Harold devono collaborare per  consegnare tutto in tempo.

## Distribuzione home video
La stagione viene distribuita in Italia via home video dalla Dynit, attraverso 2 DVD. I DVD sono:
- La notte di Natale[2]
- Locomotive nei pasticci